# Disembolus bairdi
Disembolus bairdi är en spindelart som beskrevs av Edwards 1999. Disembolus bairdi ingår i släktet Disembolus och familjen täckvävarspindlar. Inga underarter finns listade i Catalogue of Life.